# Partubiola
Partubiola is een geslacht van weekdieren uit de klasse van de Gastropoda (slakken).

## Soort
- Partubiola blancha Iredale, 1936